# 腓特烈西亞市鎮
腓特烈西亞市鎮（丹麥語：Fredericia Kommune）是丹麥的一個市鎮，位於日德蘭半島東岸，與菲英島隔海相望，屬南丹麥大區。面積134.46平方公里，2009年人口49,690人。行政中心为腓特烈西亚。

## 姐妹城市
- 德国黑爾福德
- 芬兰科科拉
- 挪威克里斯蒂安松
- 瑞典海訥桑德